# Gustav Kratz
Gustav Adolf Kratz (* 19. November 1829 in Wintershagen; † 7. November 1864 in Stettin) war ein deutscher Historiker, der sich vorrangig mit der Geschichte Pommerns befasste.

## Leben und Werk
Der Sohn des Rittergutsbesitzers Gustav Heinrich Kratz wurde durch Hauslehrer unterrichtet, bevor er von 1841 bis 1844 die höhere Bürgerschule in Stolp besuchte. Von 1844 bis 1847 war er in Berlin am Joachimsthalschen Gymnasium. Ab Januar 1848 besuchte er das königliche Gymnasium in Anklam, wo er 1850 sein Abitur machte. Anschließend leistete er seinen Wehrdienst beim Greifswalder Jägerbataillon und nahm an der dortigen Universität ein Studium der Rechts- und Kameralwissenschaften auf. Er wurde 1850 Mitglied des Corps Pomerania Greifswald.
Von 1851 bis 1853 setzte er sein Studium in Berlin fort. Nachdem er 1853 in Köslin die Prüfung zum Auskultator bestanden hatte, war er seit Dezember 1855 als Referendar am Kreisgericht in Stolp angestellt. Aus Interesse an historisch-archivalischen Arbeiten, insbesondere zur Geschichte Pommerns, bewarb er sich erfolglos beim königlichen Heroldsamt in Berlin sowie bei der königlichen Archivverwaltung.
Im März 1858 ließ er sich vom Justizdienst beurlauben, um beim Provinzialarchiv Stettin als Hilfskraft zu arbeiten. Anfang 1861 wurde er dort kommissarisch eingestellt. Ende Juni desselben Jahres wurde er als Zweiter Archivar neben dem Provinzialarchivar Robert Klempin fest angestellt. Hier widmete er sich, veranlasst durch ein Preisausschreiben, der Geschichte der adligen Familie von Kleist, zu der er 1862 auf eigene Kosten ein Urkundenbuch veröffentlichte. Gemeinsam mit Robert Klempin edierte er Matrikeln und Verzeichnisse der pommerschen Ritterschaft. Seine Beschreibung der Städte der Provinz Pommern wurde erst nach seinem Tode veröffentlicht. Ein Aufsatz über die pommerschen Farben und seine Dissertation „Die pommerschen Schlossgesessenen“, mit der er noch 1864 an der Universität Leipzig den Doktorgrad erlangte, erschienen ebenfalls posthum. Eine von ihm begonnene Arbeit über die Siegel Pommerns blieb trotz umfangreicher Materialsammlung unvollendet.
1863 erkrankte er an Lungentuberkulose und starb im folgenden Jahr.

## Schriften
- Geschichte des Geschlechts von Kleist
  - Teil I: Urkundenbuch. Heinrich Schindler, Berlin 1862 Digitalisat. Ergänzungsbände zu diesem Werk sind von Johann Ludwig Quandt und Wilhelm Stettin herausgegeben worden.
  - Teil II: Ergänzung des Urkundenbuches und allgemeine Geschichte. Berlin 1873. (Digitalisat). (Google Books).
- Matrikeln und Verzeichnisse der pommerschen Ritterschaft vom XIV. bis in das XIX. Jahrhundert. Herausgegeben von Robert Klempin und Gustav Kratz. A. Bath, Berlin 1863.Digitalisat.
- Die Pommerschen Farben. In: Baltische Studien. Band 20. Heft 2. Stettin 1865, S. 127–147 (Google Books).
- Die pommerschen Schloßgesessenen. Heinrich Schindler, Berlin 1865. Digitalisat.
- Die Städte der Provinz Pommern. Abriß ihrer Geschichte, zumeist nach Urkunden. Einleitung und Vorwort von Robert Klempin, A. Bath, Berlin 1865.(Google Books) (Digitalisat).